# Praefectus castrorum
El Praefectus castrorum era, en el Imperio romano, el oficial profesional de mayor rango en las legiones romanas del Alto Imperio, dependiente directamente del Legado de Legión y del Tribuno laticlavio.
Los Praefecti castrorum eran soldados que habían ascendido por méritos propios a través de todos los rangos de una legión, hasta alcanzar el rango de centurión de la primera centuria de la primera cohorte o primus pilus, lo que les valía el ingreso en el ordo equester como equites romani. En vez de ser licenciados -el mando duraba un año- eran promocionados a este rango. 
Su misión era la de organizar el campamento de la Legión, tanto si era estable como si era de marcha, supervisando el abastecimiento de la unidad. En combate, se ocupaba de comandar la artillería legionaria.

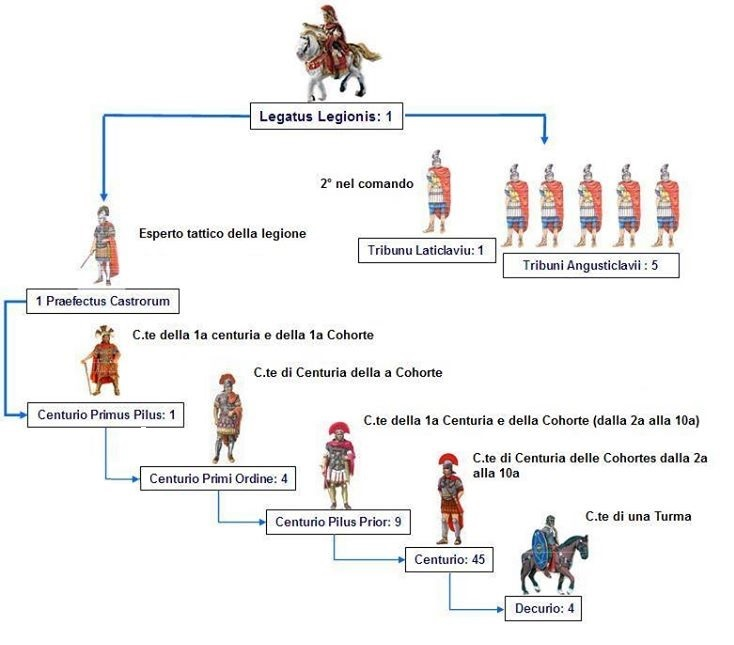